# Leap youth theatre
leap youth theatre（リープ・ユース・シアター）は男性4人によって構成される日本のロックバンド。

## 概要・来歴
1994年に東北大学の軽音楽サークル「アステロイズ」にて結成。バンド名は、当時ロンドンに実在した劇場名に由来している。
1995年にオリジナルメンバーの石山啓太郎が脱退、替わって林岳彦が加入。1996年に石川太朗が脱退、替わって山下哲が加入する。宮城県仙台市内及び東京都内でライブ活動を行う。1995年よりバンド自身がプロデュースするクラブイベント『シュガーボウル』を仙台市内で定期的に開催し、ライブ＋DJのスタイルで活動を行う。自主制作で4本のデモテープを作成後、1999年ノッカーズレコードより2枚のマキシCDをリリース。2000年より活動休止。2018年より始動準備に入り、2019年より活動再開。

## メンバー
林岳彦
ギター、ボーカル担当。
臼井正一郎
ベース担当。
山下哲
ドラムス担当。再始動後はボーカルも担当。
長谷川敦士
ギター、ボーカル担当。

## 作品

### ミニアルバム
- Anywhere e.p.（1999年10月1日）
- Czechoslovakia e.p.（1999年11月20日）